# God Put a Smile upon Your Face
"God Put a Smile upon Your Face" é uma canção da banda de rock alternativo Coldplay. Foi escrita por todos os membros da banda para o seu segundo álbum de estúdio, A Rush of Blood to the Head. A canção é construída em torno de um som de guitarra acústica e eléctrica, que o acompanha com um tempo de bateria. A canção foi lançada em 14 de julho de 2003 como o quarto single de A Rush of Blood to the Head.
Foi lançada como um single local no Canadá, Europa, Austrália, e com uma versão diferente para Taiwan. Foi lançada promocionalmente nos Estados Unidos e no Reino Unido. Somente cópias promocionais foram lançadas, e o single foi capaz de conseguir a posição de número 100 no RU. Esta canção também foi lançado como conteúdo para download do jogo de vídeo game Guitar Hero III: Legends of Rock em 19 de junho de 2008.

## Antecedentes
Ao escrever "God Put a Smile upon Your Face", o vocalista do Coldplay Chris Martin disse: "Isso saiu quanto tocamos ao vivo e queríamos ter algo um pouco mais alto. Estávamos pensando realmente em coisas como PJ Harvey e Muse –coisas com um pouco mais de energia."
Quando perguntado sobre o desenvolvimento da música, durante uma entrevista sobre cada faixa, o baixista Guy Berryman disse:

Quando chegamos para gravar no estúdio, nos esforçamos porque havia algo não muito certo sobre isso e eu não estava satisfeito sobre o que tínhamos concluído e onde todos estavam satisfeitos em concluí-la e não conseguimos colocar o nosso dedo sobre o que era e assim não foi um dia muito bom, um dia, eu e Chris estavamos apenas tentando, eu estava realmente tentando gravar o baixo ao mesmo tempo e eu e Chris estavamos sentados e tivemos uma ideia genial e descobrimos o que estava errado e por isso comecei a tentar fazer apenas algumas linhas de baixo diferentes. Entre os dois que surgiram com apenas este tipo de ranhura que permanece na mesma nota, em oposição à mudança era muito técnico, mas tipo que adicionamos um pouco de energia para a música e fez rolar ao longo de uma maneira muito mais fluida. Foi um pouco antes de mecânica e é interessante como uma coisa pequena como essa pode realmente mudar toda a vibração de uma canção. Era bom porque a partir daí, quase não chegamos a gravá-la, mas agora é uma das nossas faixas favoritas."

## Composição
A canção apresenta um som de guitarra acústica e eléctrica. A canção começa com uma balada silenciosa acústica, a música em seguida, cria um rugido de uma guitarra elétrica e crescentes com vocais. A canção também inclui um ritmo uptempo metronomic com bateria.
A primeira linha do terceiro verso, aludi um momento definitivo, com a referência enigmática a Deus: "Now when you work it out, I'm worse than you/Yeah, when you work it out I wanted to/Now, when you work out where to draw the line/Your guess is as good as mine". Greg Kot do jornal Chicago Tribune comentou que a parte da letra "God gave you style and gave you grace," Martin canta como "catalogando os atributos que só ele tinha". Quando a música é executada ao vivo, o guitarrista Jonny Buckland começa um longo riff de guitarra enquanto Chris Martin toca no violão.

## Lançamento

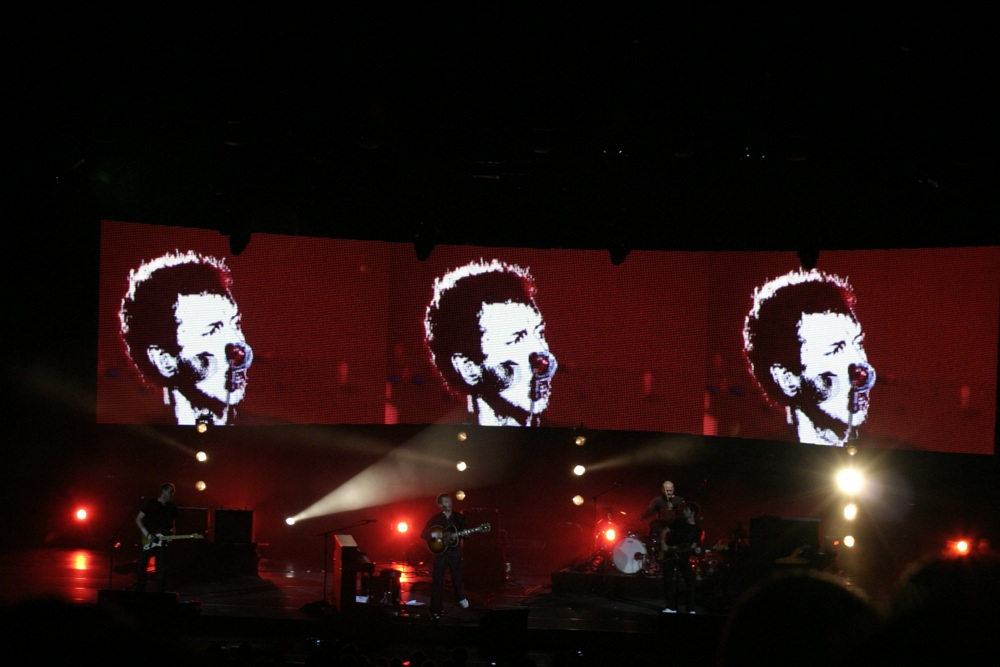
Coldplay performando "God Put a Smile upon Your Face" em 2005 durante a Twisted Logic Tour.

Coldplay lançou "God Put a Smile upon Your Face" no Reino Unido em 7 de julho de 2003. E em seguida foi lançada nos EUA e no Canadá em 14 de julho de 2003. A canção foi lançada em 21 de julho de 2003 na Austrália e em Taiwan. Quando a canção foi lançada, ela contou com a B-side "Murder". A capa do single mostra características do baixista Guy Berryman, arte feita por Sølve Sundsbø. Foi lançada como um single local no Canadá, na Europa, na Austrália e com uma versão diferente para Taiwan. Foi lançada promocionalmente nos EUA e no Reino Unido.

### Recepção
As críticas foram positivas para a música. Em uma revisão da Rolling Stone para o álbum, o crítico Rob Sheffield escreveu: "'God Put a Smile upon Your Face' é o mais furtivo e a melhor coisa que o Coldplay já fez." Adrien Begrand do PopMatters escreveu: "As suficiências da ligação de Buckland destacam 'God Put a Smile upon Your Face', porque o coro da canção alcança as alturas que rivalizam aquelas de suas pombas dos compatriotas."  Ted Kessler da NME escreveu: "Mais que uma tatuagem da garagem do martelamento, Martin apresenta um teaser de profundidade, baseados na mortalidade ('Para onde vamos depois daqui?'), afirma alguma auto-crença ('Deus te deu estilo, Deus te deu graça') e, em seguida, bate em cima da linha de fundo do modo como a música de repente melhora com outro coro gloriosp: 'E ah, quando você resolve onde estabelecer os limites. Seu palpite é tão bom quanto o meu'".
"God Put a Smile upon Your Face" foi apresentado no álbum ao vivo da banda Live 2003. A canção está disponível na internet pelo jogo para vídeo game Guitar Hero III: Legends of Rock como uma canção para download. O jogo inclui também outras canções do Coldplay como "Yellow" e "Violet Hill". O rapper Plan B mostrou a faixa em seu mixtape de 2007 Paint it Blacker. A canção também teve uma versão cover feito por Mark Ronson presente em seu álbum Version, onde performou ao vivo com Adele no Brit Awards de 2008.

## Videoclipe
O videoclipe foi lançado em outubro de 2003, e apresenta um tema narrativo. O vídeo é totalmente com características em preto e branco, em seguida, intercala uma performance da banda metragem com a história de um empresário, que é humilhado e horrorizado ao descobrir que ele está desaparecendo gradualmente após colidir em um misterioso estranho sem sapatos. O empresário é interpretado pelo ator Paddy Considine. A banda mais uma vez trabalhou com o diretor Jamie Thraves, com quem haviam trabalhado anteriormente no vídeo de "The Scientist".

## Faixas
| CD Internacional |                                  |         |  |
| N.º              | Título                           | Duração |  |
| 1.               | "God Put a Smile upon Your Face" | 4:58    |  |
| 2.               | "Murder"                         | 5:36    |  |

| CD Internacional |                                  |         |  |
| N.º              | Título                           | Duração |  |
| 1.               | "God Put a Smile upon Your Face" | 4:58    |  |
| 2.               | "Murder"                         | 5:36    |  |
| 3.               | "Politik" (Live)                 | 6:44    |  |
| 4.               | "Lips Like Sugar"                | 4:52    |  |

## Desempenho nas paradas musicais
| País/Parada (2003)             | Melhor posição |
| ------------------------------ | -------------- |
| Austrália (ARIA)               | 43             |
| Holanda (Dutch Top 40)         | 38             |
| Letónia (Latvia Singles Chart) | 13             |
| Nova Zelândia (RIANZ)          | 35             |
| Polônia (ZPAV)                 | 3              |